# The Edge Chronicles Maps
The Edge chronicles Maps est un livre de la saga Chroniques du bout du monde de Paul Stewart et Chris Riddell. Il ne fait partie d'aucun des trois cycles composant la série. Ce livre n'est (peut être) pas paru en France ou seulement dans sa version originale. Il semble qu'il soit sorti en français sous le nom "Chroniques du bout du monde Carte et Livret" (voir le site "priceminister") mais n'est pas encore en vente.
C'est un livre d'images (dessins au trait, cartes ou plans annotés), complété par des descriptions précises présentant les lieux, les personnages, les coutumes... cités dans les livres.